# Antonio Bruno (politico)
Antonio Bruno (San Marzano di San Giuseppe, 2 agosto 1945) è un politico italiano.

## Biografia
Imprenditore agricolo, si avvicina alla politica alla soglia dei trent'anni, iscrivendosi al Psdi nel 1975. Tre anni più tardi viene nominato segretario particolare dall'onorevole Michele Di Giesi. Nel 1982 viene eletto consigliere comunale a Taranto, incarico che mantiene fino al 1985. Nel 1986 viene eletto prima sindaco di San Marzano di San Giuseppe, carica che ricopre ininterrottamente fino al 1992, e poi deputato della Repubblica per la prima volta nelle liste del PSDI. In Parlamento entra a far parte della Commissione affari Costituzionali e, dal 1991al 1992, ricopre l’incarico di Sottosegretario di Stato alla Difesa del settimo Governo a guida Giulio Andreotti. 
Si ricandida alla Camera dei Deputati nel 1992, e viene rieletto risultando il più suffragato in termini di preferenze nell'intera circoscrizione, e resta in Parlamento fino al 1994, quando - sciolto il Partito Socialista Democratico Italiano - decide di non ricandidarsi alle elezioni politiche.
Lasciata l'attività politica lavora per tre anni, dal 2005 al 2008, come amministrativo nella Tamoil, restando attivo politicamente solo a livello locale nella sua San Marzano, dove riprova la candidatura a sindaco prima nel 2008 (quando ottiene il 29,3% dei voti) e poi nel 2013 (quando si ferma al 18,6% dei voti), diventato in entrambi i casi consigliere di opposizione.

Torna a candidarsi alle elezioni regionali del 2020 a sostegno di Michele Emiliano, senza però risultare eletto.

## Attività parlamentare
Nell'ottobre 1988 da semplice deputato laico del Pentapartito, presentò una proposta di legge per la regolamentazione della prostituzione.
La Democrazia Cristiana andò su tutte le furie ma anche la sinistra non fu tenera. Il PCI criticò e lo stesso ragionamento arrivò dal PSI. Al momento di costituire il Governo Andreotti VI, il nome di Bruno, che era in ballo per un posto di sottosegretario o addirittura da ministro senza portafoglio, fu "bandito" per esplicita richiesta della Democrazia Cristiana.